# République croate d'Herceg-Bosna
 (juillet 2009).
Si vous disposez d'ouvrages ou d'articles de référence ou si vous connaissez des sites web de qualité traitant du thème abordé ici, merci de compléter l'article en donnant les références utiles à sa vérifiabilité et en les liant à la section « Notes et références ».
1991–1994
Entités précédentes :
- République socialiste de Bosnie-Herzégovine (Yougoslavie)

Entités suivantes :
- Fédération de Bosnie-et-Herzégovine

La république croate d'Herceg-Bosna, en croate Hrvatska Republika Herceg-Bosna, était une entité territoriale illégale de Bosnie-Herzégovine entre 1991 et 1994. Créée en tant que communauté croate d'Herceg-Bosna le 18 novembre 1991, elle se transforme en république le 28 août 1993. En affrontement contre l'armée yougoslave dès sa création puis contre les forces bosniaques à partir de 1993, la signature des accords de Washington le 18 mars 1994 permet la création de la fédération de Bosnie-et-Herzégovine et de coordonner sa lutte contre la république serbe de Bosnie en rétablissant les communications et la liberté de mouvement et en mettant en commun leurs forces armées. Le 14 août 1996 marque la fin officielle de la république d'Herceg-Bosna par sa fusion effective dans la fédération de Bosnie-et-Herzégovine. En 2019, le Tribunal pénal international des Nations unies de La Haye a conclu que la création de la république d'Herceg-Bosna avait pour but de réunir toutes les régions de Bosnie-Herzégovine à majorité croate et de les rattacher illégalement à la Croatie, notamment après avoir expulsé par la force les deux autres communautés majoritaires, les Serbes et les Bosniaques. Ainsi, elle fut considerée comme partie intégrante d'un projet criminel commun dirigé directement par la gouvernement croate de Zagreb avec son président Franjo Tudjman en tête (Criminal Joint Entreprise).

## Toponymie
Le terme d'« Herceg-Bosna » apparait au début du XXe siècle dans certains milieux intellectuels croates afin de désigner la région correspondant à l'actuelle Bosnie-Herzégovine. Il est réemployé au début des années 1990 à la suite des premières élections libres organisées dans la république socialiste de Bosnie-Herzégovine, sous l'impulsion de l'union démocratique croate de Bosnie et Herzégovine, le parti politique représentant la majorité des Croates.
Le but de la communauté croate puis de la république d'Herceg-Bosna était de regrouper les régions bosniaques à majorité croate avec pour capitale Mostar, Grude étant dans les faits la capitale.
À la suite des accords de Washington et de l'intégration de la république d'Herceg-Bosna dans la fédération de Bosnie-et-Herzégovine, cette dernière est découpée en comitats. Celui d'Herceg-Bosna dans l'ouest de l'Herzégovine avec Livno pour chef-lieu du être renommé en n°10 par le conseil constitutionnel de Bosnie-Herzégovine pour non-respect de la constitution prônant l'équité des Serbes, Bosniaques et Croates, les trois communauté majoritaires de Bosnie-Herzégovine, y compris dans les toponymes.

## Géographie
La république d'Herceg-Bosna se trouvait dans les Balkans, dans le sud-ouest de la Bosnie-Herzégovine. Le territoire contrôlé se limitait à la région frontalière avec la Croatie dans le sud de la Bosnie-Herzégovine et à quelques exclaves dans le centre et le nord du pays. La partie nord de cette région contrôlée n'était pas revendiquée par la république contrairement à certaines zones revendiquées mais non contrôlées située entre la plus grande partie du territoire et les exclaves ainsi que dans le nord du pays le long de la Save. La république contrôlait le seul accès à la mer au niveau du port de Neum et la partie Ouest de Mostar, coupée en deux au niveau de la Neretva, la partie Est étant contrôlée par les Bosniaques.
Les principales villes étaient la partie occidentale de Mostar, la capitale de jure, Grude, la capitale de facto, Čapljina, Kiseljak, Livno, Međugorje, Neum, Orašje, Široki Brijeg, Tomislavgrad et Vitez.

## Histoire

### Formation
En 1991, la proclamation de l'indépendance de la Croatie vis-à-vis du reste de la Yougoslavie provoque l'invasion de ce pays par l'armée yougoslave depuis la Serbie. Devant l'inaction du gouvernement de la république socialiste de Bosnie-Herzégovine et l'engagement de certains militaires bosniaques dans ce conflit au côté des yougoslaves, les Croates de Bosnie-Herzégovine prennent leurs distances vis-à-vis de ses institutions. Le 18 novembre, le parti politique croate de Bosnie-Herzégovine, l'union démocratique croate de Bosnie et Herzégovine, proclame la création de la communauté croate d'Herceg-Bosna regroupant des territoires sans continuité territoriale mais à majorité croate, en accord avec la législation bosniaque sur le regroupement de communes. Cette décision fait suite aux menaces d'invasion par l'armée de Yougoslavie depuis la Serbie, armée soutenue par la communauté serbe de Bosnie-Herzégovine.
Un référendum sur l'indépendance a lieu le 29 février 1992, conformément à la constitution yougoslave et aux exigences de la commission Badinter, mais il est boycotté par la majorité des Serbes de Bosnie-Herzégovine soit un tiers de la population. Parmi la population bosniaque et croate, les votants s'expriment à 99,4 % pour l'indépendance. Le 5 avril 1992 l'indépendance est déclarée et est reconnue le 7 avril 1992 par la Croatie.

### Guerre de Bosnie-Herzégovine

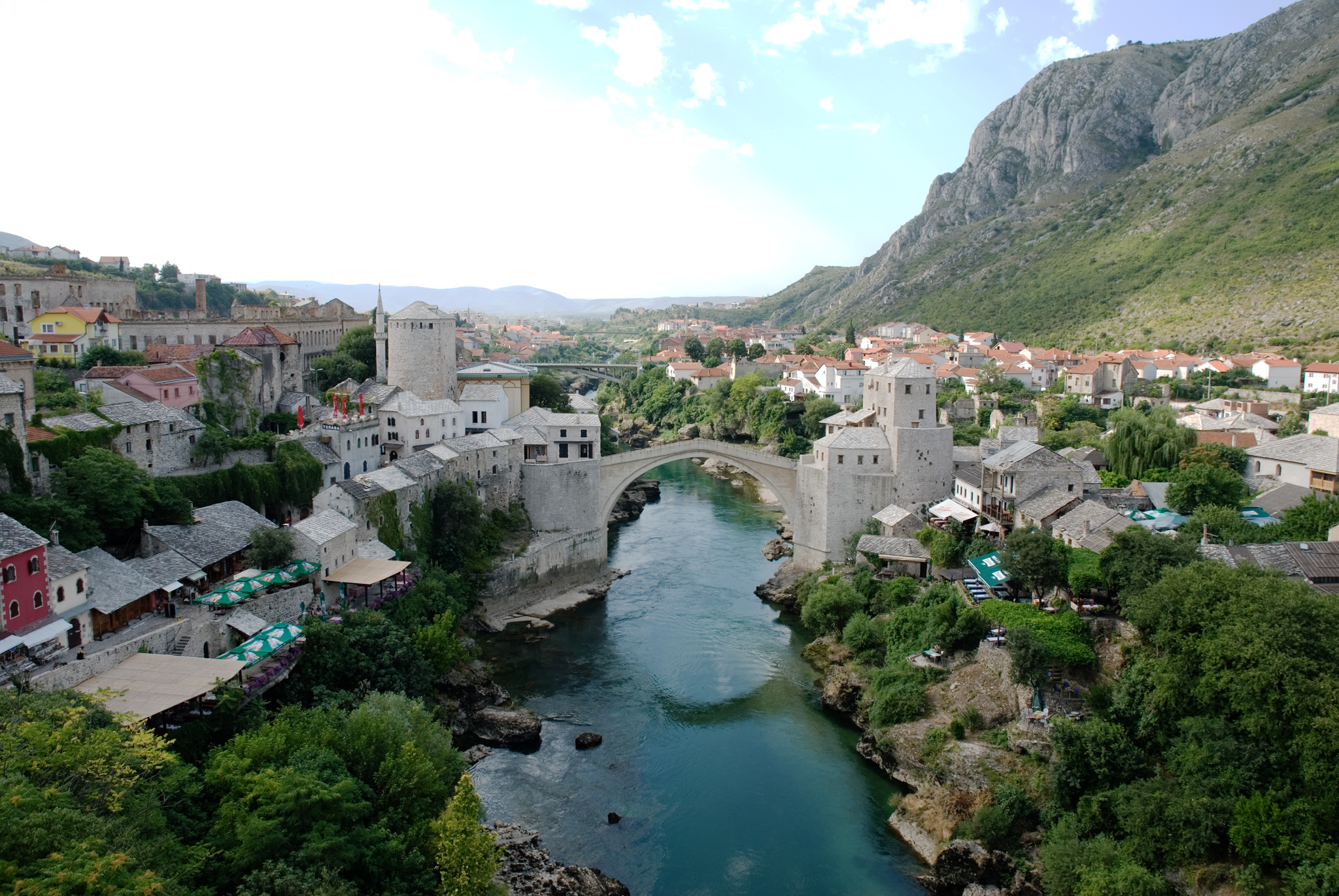
Vue générale du vieux Mostar en 2007 avec le Stari Most, détruit le 9 novembre 1993 et reconstruit entre 2001 et 2004.

Dès sa création, la communauté croate d'Herceg-Bosna entre en affrontement armé contre le reste de la Bosnie-Herzégovine, que ce soit les régions sous contrôle du gouvernement bosniaque ou celles occupées par l'armée yougoslave et les paramilitaires serbes. Les forces de défense croates (HOS), créées le 3 décembre 1991, et le conseil de défense croate (HVO), créé le 8 avril 1992, deviennent les bras armés de la communauté croate. Au début de la guerre, de nombreux Bosniaques combattent dans les rangs des forces croates. Certains d'entre eux, en désaccord avec la politique menée par les dirigeants croates, quittent finalement ses rangs pour rejoindre l'armée de la république de Bosnie-Herzégovine, majoritairement constituée de Bosniaques.
Le nettoyage ethnique par les Serbes de la partie orientale de la Bosnie (Zvornik, Visegrad, Foca, Rogatica) qui était peuplée à majorité par des Bosniaques entraîne un afflux important de réfugiés dans la Bosnie centrale. Peu de temps après, les forces armées Bosniaques entrent en conflit avec les forces Croates du HVO qui contrôlent les régions majoritairement Croates de Bosnie centrale. Ce conflit débute à la fin du mois d'octobre 1992 et aura pour conséquence des déplacements de populations aboutissant à une homogénéisation ethnique de la Bosnie-Herzégovine.
Parallèlement à ce conflit avec les forces bosniaques se déroule un autre conflit contre les forces serbes de Bosnie-Herzégovine et l'armée yougoslave. Dans le cadre de cette guerre, la communauté croate d'Herceg-Bosna parvient à maintenir son contrôle de l'Herzégovine centrale et occidentale ainsi qu'une partie de la Bosnie centrale mais elle perd la plus grande partie de la Bosanska Posavina, une région agricole s'étendant le long de la Save, la rivière marquant la frontière entre la Bosnie-Herzégovine et la Croatie dans le nord du pays, et où vivaient 131 542 Croates soit plus de la moitié de la population.
En 1993, les trois camps présents en Bosnie-Herzégovine, les forces bosniaques, les forces croates et les forces serbes et yougoslaves, s'affrontent les unes contre les autres. Des alliances militaires locales en opposition avec la situation générale voient alors le jour afin de maintenir les positions et des chefs militaires locaux souvent issus de réseaux mafieux instrumentalisent les réfugiés en contrôlant le ravitaillement en énergie et en nourriture.
Le conflit entre les Bosniaques et les Croates finit par tourner au désavantage de la communauté croate d'Herceg-Bosna lorsque l'armée de Bosnie-Herzégovine prend le contrôle du nord de la Bosnie et de la Bosnie centrale, encerclant la population croate dans les villes de Novi Travnik, Vitez, Busovača, Kiseljak, Kreševo ou encore Žepče, ainsi que d'une partie de l'Herzégovine, prenant le contrôle de Konjic, Jablanica et les parties septentrionales et orientales de la ville de Mostar lors de l'opération Neretva 93. Lors de cette opération militaire, les forces Croates détruisent le vieux pont de Mostar en le bombardant, afin de couper la ligne d'approvisionnement bosniaque de la ligne de front située sur la rive droite de la Neretva, et d'empêcher toute reprise de la partie occidentale de la ville. Le vieux pont sera reconstruit entre 2001 et 2004 et classé en 2005 avec la vieille ville de Mostar au patrimoine mondial de l'UNESCO.
Le 28 août 1993, la communauté croate se transforme en république mais sans pour autant proclamer son indépendance vis-à-vis de la Bosnie-Herzégovine. En effet, cette transformation se base sur le plan des négociateurs de paix David Owen et Thorvald Stoltenberg qui misaient sur la réorganisation de la Bosnie-Herzégovine en républiques pour mettre fin au conflit. Néanmoins, le conseil constitutionnel de Bosnie-Herzégovine à Sarajevo déclare illégale la république d'Herceg-Bosna à deux reprises, le 14 septembre 1992 et le 20 janvier 1994.

### Disparition
Le conflit croato-bosniaque atteint son apogée en 1993 puis décline en 1994 avec l'intensification des négociations politiques et diplomatiques sous l'égide des États-Unis et de la nouvelle administration du président Bill Clinton. Le 23 février 1994 est signé à Zagreb un cessez-le-feu entre le général Rasim Delić, chef d'état major de l'armée de la république de Bosnie-Herzégovine, et le général Ante Roso, chef du conseil de défense croate. Puis, le 18 mars 1994, les accords de Washington sont signés entre Croates et Bosniaques, créant ainsi la fédération de Bosnie-et-Herzégovine par incorporation de la république d'Herceg-Bosna dans les régions contrôlées par les forces bosniaques. Ces accords permettent une alliance militaire entre Croates et Bosniaques qui remportent alors leurs premières victoires sur les forces serbes et yougoslaves, les accords permettant également l'engagement des forces armées de Croatie en Bosnie-Herzégovine. La supériorité croate permit une avancée importante et une mise en déroute de l'armée serbe, la contraignant à cesser le combat et à s'engager vers une solution politique.
Le 14 décembre 1995 sont signés les accords de Dayton mettant fin à la guerre de Bosnie-Herzégovine mais préservant le statu quo entre la fédération de Bosnie-et-Herzégovine et la république serbe de Bosnie.
Le 9 mars 1996, le parlement de la république d'Herceg Bosna vote le transfert partiel de ses fonctions civiles vers les instances bosniaques. Les assemblées fondatrices des comitats de la fédération de Bosnie-et-Herzégovine se constituent et au mois de mai 1996, le gouvernement de la république d'Herceg-Bosna s'engage dans une phase d'incorporation dans la fédération de Bosnie-et-Herzégovine. Le 14 août 1996, la dissolution est effective et la république d'Herceg-Bosna cesse d'exister en s'intégrant à la fédération de Bosnie-et-Herzégovine.
Après la fin de la guerre de Bosnie-Herzégovine, le centre d'information et de recherche de Sarajevo établit un bilan de ce conflit. Selon cet organisme, au cours de la guerre, 7 762 Croates ont été tués ou portés disparus. Les Croates forcés de quitter leur domicile pour se réfugier dans des zones sous contrôle croate, en Croatie ou à l'étranger s'élève à environ 150 000 personnes dans les régions contrôlées par l'armée de la république de Bosnie et d'Herzégovine et à environ 200 000 personnes, soit environ un tiers de la population, dans les zones contrôlées par les forces serbes et yougoslaves. Les anciens dirigeants de la république d'Herceg-Bosna, Jadranko Prlić, Bruno Stojić, Slobodan Praljak, Milivoj Petković, Valentin Ćorić et Berislav Pušić, ont été inculpés par le tribunal pénal international pour l'ex-Yougoslavie basé à la Haye aux Pays-Bas pour crimes contre l'humanité, violations des conventions de Genève et des coutumes de guerre. Dario Kordić et Tihomir Blaškić sont condamnés en première instance pour crimes sur la population bosniaque. Après huit ans d'emprisonnement, Tihomir Blaškić est libéré à la suite de la découverte de nouveaux éléments prouvant son innocence.

## Démographie
La république d'Herceg-Bosna regroupait des régions de Bosnie-Herzégovine majoritairement peuplées de Croates mais comportant d'autres communautés comme des Serbes et des Bosniaques. La religion la plus pratiquée était le catholicisme et la langue principale le croate.

## Référence
- (en) Cet article est partiellement ou en totalité issu de l’article de Wikipédia en anglais intitulé « Croatian Republic of Herzeg-Bosnia » (voir la liste des auteurs).